# علي سينا رباني
علي سينا رباني (16 يناير 1993 بالأهواز في إيران - ) هو لاعب كرة قدم إيراني في مركز الوسط. لعب مع نادي فولاد خوزستان.